# 솔치

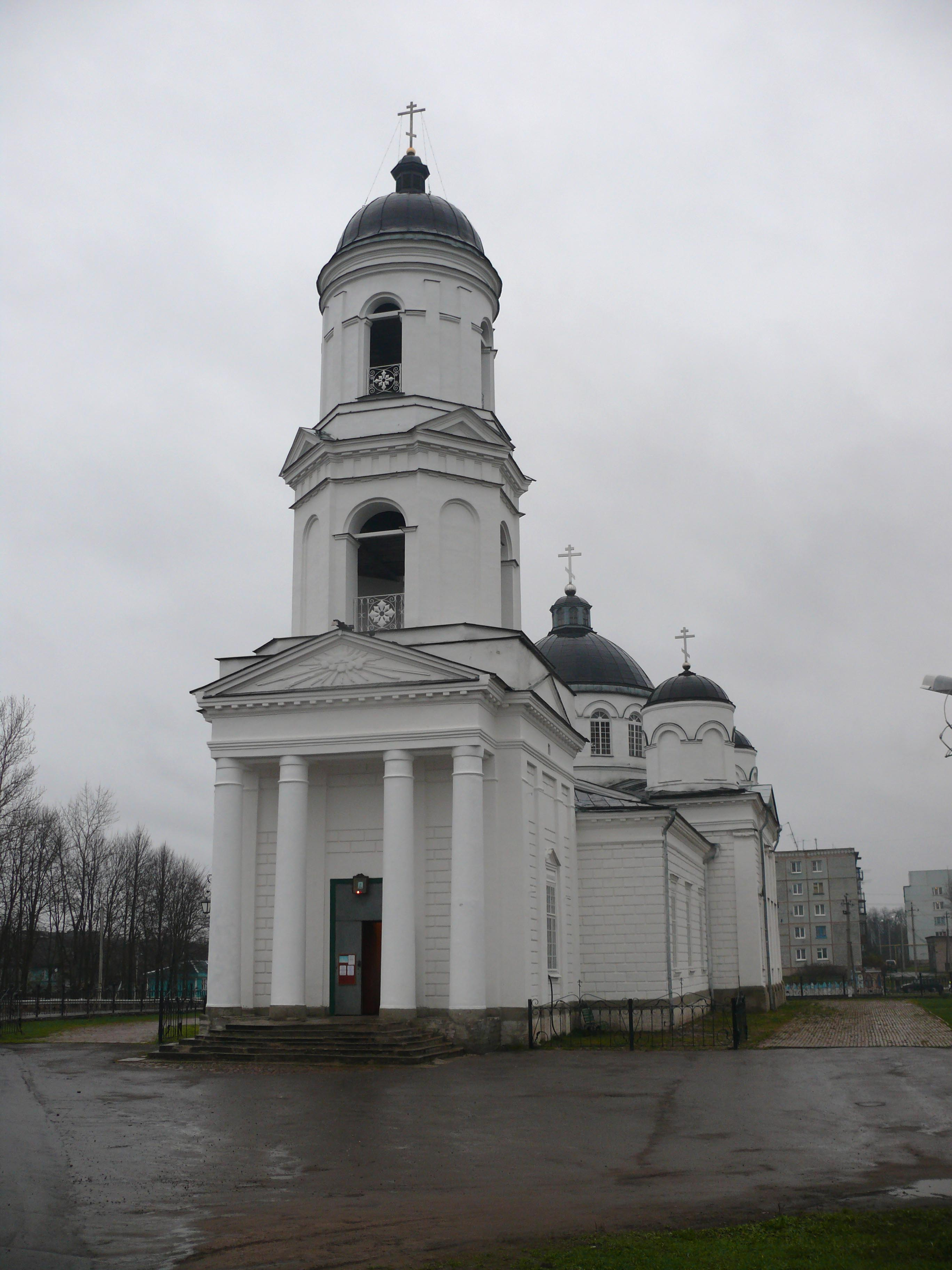

솔치(러시아어: Сольцы́)는 러시아 노브고로드주 서부 솔체스키라이온에 위치한 도시로, 인구는 11,264명(2002년 기준)이다. 셸론강 좌안과 접하며 벨리키노브고로드(노브고로드 주의 주도)에서 남서쪽으로 78km 정도 떨어진 곳에 위치한다. 인근에 있는 소금물 온천으로 유명하다.
1390년에 처음 등장했고 노브고로드와 프스코프를 연결하는 무역의 거점이었다. 1471년 이반 3세가 이끄는 모스크바 대공국과 노브고로드 공화국 사이에 셸론 전투가 벌어졌다. 이 전투의 결과로 노브고로드 공화국은 정치적 독립을 상실했고 모스크바 대공국에 병합된다. 1914년 시로 승격되었다.